# Гамма-мотонейрон
Гамма-мотонейроны (γ-мотонейроны) — мелкие клетки (диаметр 30—40 мкм), расположенные в девятой пластине серого вещества спинного мозга и рассеянные среди альфа-мотонейронов. В отличие от альфа-мотонейронов, гамма-мотонейроны не имеют непосредственного синаптического контакта с первичными афферентными волокнами, но моносинаптически активируются волокнами нисходящих трактов, что играет важную роль в альфа-гамма-сочетанной активации, благодаря которой рецепторы растяжения могут активироваться не только во время растяжения мышц, но и при их сокращении.

## Функция
Меньшие по размеру гамма-мотонейроны иннервируют интрафузальные мышечные волокна. Активация гамма-мотонейронов увеличивает растяжение мышечных веретен, тем самым облегчая сухожильные и другие рефлексы, замыкающиеся через альфа-мотонейроны.